# Biloxi Blues
Biloxi Blues ist eine Filmkomödie von Mike Nichols aus dem Jahr 1988. Neil Simon schrieb das Drehbuch, basierend auf seinem 1985 mit dem Tony Award ausgezeichneten Theaterstück.

## Handlung
Im Jahr 1945 kommen einige junge Rekruten in ein Ausbildungslager der US Army in Biloxi, Mississippi. Zu dieser Gruppe gehört Eugene Jerome aus New York, der sich verlieben und Schriftsteller werden will. Die Rekruten geraten an den merkwürdig agierenden, schikanierenden Ausbilder Sgt. Toomey. Dieser sucht eines Tages einen Dieb, der einem der Rekruten 62 Dollar gestohlen hat. Schließlich meldet sich Arnold Epstein, der das Geld zurückzahlt. Darauf offenbart Toomey, dass er die unbeaufsichtigt liegende Geldbörse des Soldaten sah und das Geld nahm, um ihm eine Lektion zu erteilen. Später spricht er mit Epstein unter vier Augen und droht ihm, dieser solle sich Toomey nicht widersetzen. Eines Abends wetten Eugene und ein paar seiner Kameraden um den originellsten Traum, den sie verwirklichen würden, hätten sie noch eine Woche zu leben. Epstein gewinnt, indem er erzählt, er würde den Ausbilder schikanieren, er solle 200 Liegestütze machen.
Eugene und drei seiner Kameraden gehen bei ihrem Ausgang in die Stadt und wollen dabei auch zu einer Prostituierten namens Rowena. Nacheinander werden sie zu ihr reingebeten. Die beiden letzten, Eugene und ein weiterer Rekrut, machen jedoch einen Rückzieher, ehe Eugene dann doch reingeht (da er seine Mütze im Vorraum hatte liegen lassen) und bleibt. Dabei erlebt er sein erstes Mal. Am Abend lernt er auf einer Tanzveranstaltung Daisy kennen, dabei knistert es zwischen beiden, und sie verlieben sich ein bisschen. Jerome und Daisy treffen sich fortan mehrmals und beide bemühen sich, dass – wie Jeromes Off-Stimme sagt – die Treffen möglichst perfekt ablaufen.
Jeromes Kameraden finden sein Tagebuch, in dem er seine Gedanken auch über sie aufschreibt. Der jüdischstämmige Arnold Epstein ist überrascht und enttäuscht, dass Jerome ihn für homosexuell hält. Ein anderer Rekrut fühlt sich geschmeichelt, dass Jerome in ihm einen potenziellen Helden und guten Soldaten sieht.
In der Nacht ertappt ein Kontrolleur zwei Soldaten der Kompanie bei verbotenen homosexuellen Handlungen, einer der Rekruten flieht jedoch blitzschnell durch das geöffnete Fenster. Sgt. Toomey droht mit der Bestrafung der ganzen Kompanie, bis der zweite Soldat gefunden wird. Die Kollegen halten Epstein für den Gesuchten, bis ein anderer Rekrut festgenommen wird. Jeromes Off-Stimme sagt, ihm würde nun klar, welche Macht niedergeschriebene Worte haben können.
Eines Abends will der betrunkene Toomey mit einer Pistole in der Hand Epstein unter vier Augen sprechen. Jerome fürchtet um das Leben seines Freundes und will ihn nicht verlassen, worauf Toomey Jerome an seiner statt mitnimmt. Der Unteroffizier offenbart Eugene, dass er am nächsten Tag in ein Veteranenhospital verlegt werden solle, seine Karriere damit zu Ende sei. Zuvor wolle er aus Jerome aber einen „perfekten Soldaten“ machen. Dieser soll Toomey entwaffnen und strikt nach Vorschriften wegen eines Verbrechens – der Bedrohung mit einer Waffe – festnehmen. Jerome entwaffnet den Sergeant, die später versammelten Rekruten der Kompanie übergeben ihn jedoch nicht der Militärpolizei. Stattdessen ordnen sie 200 Liegestütze als kompanieinterne Bestrafung an – die Toomey macht. Alle schmunzeln.
Die Kompanie bekommt einen neuen Ausbilder, aber die Soldaten vermissen den exzentrischen Toomey doch, so wie dieser vorausgesehen hatte. Die Einheit wird in den Pazifikraum verlegt, nimmt jedoch nicht mehr an den Kämpfen teil, weil der Krieg beendet wird. Jerome wird später Schriftsteller und gründet eine Familie. Seine Off-Stimme erzählt, was aus den anderen Soldaten der Kompanie wurde.

## Kritiken
- Lexikon des internationalen Films: „Kein zeitkritisches Dokument, sondern ein komödiantisch akzentuierter, verklärender und verharmlosender Rückblick mit freundlicher Werbung für das Militär.“[1]
- Prisma Online: „Ein harmloser Rückblick auf die Militärzeit von Mike Nichols, den er nach dem bekannten Bühnenstück von Neil Simon inszenierte. Allerdings ist Nichols Kinoversion um die satirischen Elemente weitestgehend entschärft. […]“[2]
- Roger Ebert kritisierte in der Chicago Sun-Times, dass im Film nichts frisch, gut beobachtet oder vertieft thematisiert scheine.[3]
- Rita Kempley schrieb in der Washington Post, dass Christopher Walken in seiner Darstellung zwischen dem Wahnsinn und der Stabilität schwanke. Nur das Spiel von Park Overall sei bemerkenswert.[4]
- Vincent Canby lobte in The New York Times[5] das Spiel von Christopher Walken.

## Hintergründe
Die Komödie wurde in Arkansas, USA, gedreht. Sie spielte in den US-Kinos über 43 Millionen Dollar ein.